# Вальдемар I Биргерссон
Вальдемар I Биргерссон (швед. Valdemar Birgersson; 1243 — 26 декабря 1302, Замок Нючёпинга, Сёдерманланд) — король Швеции в 1250-75 из династии Фолькунгов

## Биография
Родился в конце 30-х годов XIII века. Был старшим сыном Биргера ярла и дочери короля Эрика Кнутссона Ингеборги.
В 1250 году, будучи ближайшим родственником покойного короля Эрика Шепелявого и одновременно сыном могущественного ярла из рода Фолькунгов, был избран шведским королём. Годом позже в Линчёпинге на него была возложена королевская корона. Во время малолетства Вальдемара и вплоть до своей смерти в 1266 году государством управлял его отец.
Со смертью ярла Биргера Швеция была поделена между тремя из его четверых сыновей: Вальдемаром, Магнусом I и Эриком. Вскоре Вальдемар рассорился с братьями. После возвращения в 1274 году короля из паломничества в Рим, которое он, вероятно, предпринял, чтобы добиться у папы римского прощения за свою связь со свояченицей Юттой, ссора с братьями перешла в открытое столкновение.
В июле 1275 года братья, поддерживаемые датским королём Эриком Глиппингом, нанесли поражение Вальдемару в битве при Хове. После этого ему пришлось бежать в Норвегию. Вскоре он вернулся, но был вынужден отречься от короны в пользу своего брата Магнуса.
Уже в этом же году он вновь начал борьбу против братьев. Его поддерживали граф Гольштинский, короли Дании и Норвегии. В 1276 году Вальдемар отправился в Данию, королю которой Магнус отказался заплатить за помощь, оказанную ему в битве при Хове, и начал открытую войну. В первые месяцы 1277 года датская армия опустошала Вестеръётланд и Смоланд. Также в обмен на Готланд Вальдемар пробовал привлечь на свою сторону маркграфа Бранденбургского.
В последние месяцы 1277 года он заключил с Магнусом мир в Лахольме, по которому получил во владение Ёталанд, однако был вынужден отказаться от королевского титула. Уже в 1279 году Магнус отобрал у него владения, возможно, за то, что он был замешан в восстании стурманов, находившихся в оппозиции к королю.
В последующие годы поведение Вальдемара вызывало всеобщее возмущение, и в 1285 году виднейшие люди государства потребовали у короля посадить его под стражу. При этом не последнюю роль играли политические причины.
В 1288 году Вальдемар был пленён в Нючёпинге и посажен под домашний арест, однако ещё за три года до этого Вальдемар — с согласия церкви — был объявлен не отвечающим за свои действия (в первую очередь вследствие многочисленных любовных скандалов, в том числе со своей невесткой, принцессой Юттой Датской).
Умер в 1302 году в тюрьме Нючёпингсхус.

## Семья
В 1260 г. Вальдемар женился на дочери датского короля Эрика Плужный Грош Софии. В 1259 г. Биргер ярл был вынужден просить разрешения папы на брак своего сына, который по линии матери Ингеборг приходился троюродным братом Софии.
От этого брака родилось семь или восемь детей, среди которых были Эрик, дочери Ингеборга, Рикитца, Марина, Катарина и Маргарита.
В «Хронике Эрика» сообщается также, что он был женат на некой Кристине, о которой, кроме имени, ничего более неизвестно, а также на дочери графа из Гютскова Катарине. Однако были ли отношения с Катариной оформлены браком, также неясно.